# Serena Libri
Serena Libri was een uitgeverij van Italiaanse literatuur in vertaling. Ze werd opgericht in Amsterdam in 1997 door de Italiaanse Annaserena Ferruzzi, die literair vertalen had gedoceerd aan de Universiteit van Amsterdam.
Het doel van de uitgeverij was de Nederlandse lezer kennis te laten maken met de moderne en hedendaagse Italiaanse literatuur: romans en verhalen van vooraanstaande auteurs zoals Leonardo Sciascia, Carlo Emilio Gadda, Renata Viganò, Corrado Alvaro, Italo Calvino en Andrea Camilleri; en ook van jonge schrijvers zoals Eraldo Baldini, Diego de Silva, Alessandro Perissinotto. De dichtbundels van Elsa Morante, Elio Pecora en Gandolfo Cascio maken ook deel uit van haar catalogus. 
Serena Libri is door het Italiaanse Ministerie van Buitenlandse Zaken onderscheiden met de Premio per la Diffusione del Libro Italiano attaverso le Traduzioni (een hoge onderscheiding, voor de verspreiding van de Italiaanse literatuur in het buitenland). 
In september 2003 is Het tuinhuis van Serena Libri geopend, een ontmoetingspunt waarin liefhebbers van de Italiaanse literatuur kunnen deelnemen aan boekbesprekingen onder begeleiding. Verder kan men er presentaties bijwonen en auteurs ontmoeten.
Op 1 januari 2021 is Anna Serena Ferruzzi, na een kort ziekbed, in haar geboortestad Ravenna overleden.
Er zullen geen nieuwe titels meer worden uitgegeven. De erfgenamen hebben besloten de uitgeverij niet voort te zetten. Anna Serena wordt als onvervangbaar beschouwd.